# 巴兹·施奈德
巴兹·施奈德（英語：Buzz Schneider，1954年9月14日—），美国男子冰球运动员。他曾代表美国国家队参加1976年和1980年冬季奥林匹克运动会冰球比赛，其中1980年冬季奥运会获得一枚金牌。